# 白人アーリア抵抗
白人アーリア抵抗 (はくじんアーリアていこう、スウェーデン語: Vitt Ariskt Motstånd, VAM) とは、1991年から1993年の間に存在したスウェーデンのネオナチのネットワーク組織。組織名は米国白人至上主義組織 White Aryan Resistance (WAS) の直訳に由来するが、スウェーデン語表記では頭字語が WAS から VAM へと変わっている。
反人種差別主義者のスティーグ・ラーソンによると、VAM は当時既に壊滅していたロバート・ジェイ・マシューズ率いる米国白人至上主義組織 The Order の後継組織として結成されたという。
VAM は組織雑誌 Storm の編集者 Klas Lund によって設立され、他の統率者として Torulf Magnusson と Peter Melander が居た。組織シンボルにはナチスのシンボルの一つであったヴォルフスアンゲル（ドイツ語で「狼の鉤」の意）を用いた。また、VAM はスウェーデンで起きた重大な事件に関与しており、そこには悪名高い Malexander の殺人警官事件や政治ジャーナリストの車の爆破、敵対者と認識した人物の殺害などが含まれている。
1999年11月30日、スウェーデン四大新聞ダーゲンス・ニュヘテル、スヴェンスカ・ダーグブラーデット、アフトンブラーデット、エクスプレッセンが実施し、公表した共同調査結果によると 、VAM の元メンバーの多くが今日でも他のネオナチ組織のメンバーであると伝えた。
VAM の後、Klas Lund はスウェーデン抵抗運動 (典: Svenska Motståndsrörelsen, SRW) を組織した。また、1994年のカールスクルーナで VAM の支持者による派生組織、スウェーデン国家社会主義前線 (典: Nationalsocialistisk Front, NSF) が設立された。

## 参考
1. ↑  Aftonbladet: Här är organisationerna som leder terrorn mot Sverige